# Życie Robotnicze
Życie Robotnicze – było pismem radomskich struktur Polskiej Partii Socjalistycznej. Był to już drugi oficjalny organ prasowy radomskiej PPS. W roku 1922 ukazało się bowiem kilkanaście numerów "Radomianina", nawiązującego do periodyku socjalistycznego, wydawanego pod tym samym tytułem na przełomie XIX i XX wieku.
Pierwszy numer "Życia Robotniczego" ukazał się 26 sierpnia 1923 r. Pismo było tygodnikiem, wydawanym w formacie 31x45 cm, objętość wynosiła od 4 do 6 kolumn. Nakład początkowo wynosił 1000 egz. (1923 r.), w latach 1924-30 oscylował w granicach 1900-2300 egz., zaś w latach 1930-33, kiedy to tygodnik dotknęły trudności finansowe spadł do około 1500 egzemplarzy. Jedynie w okresach przedwyborczych nakład pisma wzrastał nawet do 3600 sztuk.
Dominującym tematem "Życia Robotniczego" była problematyka polityczno-społeczna, oprócz niej pismo zajmowało się również zagadnieniami ekonomicznymi i kulturalno-oświatowymi. Pierwsze strony tygodnika przeznaczone były na artykuły publicystyczne, zaś ostatnie kolumny zajmowały stałe działy i rubryki (m.in. Ruch robotniczy w Radomiu, Kronika miejska czy też Skrzynka do listów). "Życie Robotnicze" zamieszczało także przedruki artykułów z innych krajowych pism lewicowych. "Życie Robotnicze" było adresowane głównie do inteligencji zawodowej i klasy robotniczej. Cieszyło się dużym powodzeniem, ze względu na szybkie reagowanie na potrzeby czytelników. Położenie dużego nacisku na najbardziej palące problemy miejscowego społeczeństwa oraz ścisłe powiązanie tematyki pisma z życiem publicznym Radomia i okolic, przyczyniało się do dużej czytelności pisma. 
Pierwszym, a zarazem najdłużej piastującym stanowisko, redaktorem naczelnym "Życia Robotniczego" był Józef Grzecznarowski, późniejszy prezydent Radomia. ostatnim redaktorem  był natomiast Kazimierz Jaworski. Ostatni numer tygodnika ukazał się 30 października 1936 r., po tej dacie pismo ukazywało się do roku 1939 jako mutacja warszawskiego "Robotnika", pod tytułem "Życie Robotnicze Radomia i Okolicy".
Pismo o tym samym tytule wydawano ponownie od 1 kwietnia 1945 r. do października 1946 r. jako organ Miejskiego i Powiatowego Komitetu PPS. Redaktorem naczelnym był Tadeusz Bilewicz, a następnie Tadeusz Jakubowicz. Od stycznia 1946 r. pismo miało podtytuł Organ Wojewódzkiego Komitetu PPS w Kielcach. 

## Redaktorzy naczelni
- 1923-1927: Józef Grzecznarowski,
- 1927: Błażej Palczewski,
- 1927-1929 Henryk W. Kulig,
- 1929-1930 Władysław Tyll,
- 1930: Mieczysław Kowalczyk,
- 1930-1931: Leon Rybicki,
- 1931-1933: Stanisław Wieczorek,
- 1933-1934: Jerzy Radomski,
- 1935-1936: Kazimierz Jaworski,
- 1945-1946: Tadeusz Bilewicz,
- 1946: Tadeusz Jakubowicz.